# Giorgia Grilli
Giorgia Grilli (...) è una traduttrice e pedagogista italiana, vincitrice nel 2006 del Premio Andersen al miglior traduttore di letteratura per l'infanzia.

## Pubblicazioni
- AA. VV., Non-Fiction Picturebooks. Sharing Knowledge as an Aesthetic Experience, a cura di Giorgia Grilli, collana Bagheera, ETS, 2020, ISBN 9788846757012.
- Giorgia Grilli, Public schools: formare il giovane uomo ideale, collana Bagheera, Pisa, ETS, 2017, ISBN 9788846749888.
- Giorgia Grilli e Fabian Negrin, Illustrare per l'infanzia, collana Bagheera, traduzione di Stephanie Johnson, illustrazioni di Ugo Fontana, Pisa, ETS, 2014, ISBN 9788846738844.
- Giorgia Grilli (a cura di), Bologna. Cinquant'anni di libri per ragazzi da tutto il mondo, Bologna, Bononia University Press, 2013, ISBN 9788873958338.
- Giorgia Grilli, Libri nella giungla. Orientarsi nell'editoria per ragazzi, collana Frecce, 6ª ed., Roma, Carocci editore, 2020  [2012], ISBN 9788843063406.
- Emy Beseghi e Giorgia Grilli, La letteratura invisibile. Infanzia e libri per bambini, collana Frecce, 11ª ed., Roma, Carocci editore, 2021  [2011], ISBN 9788843060276.